# 利比亞華人
華人，自2011年利比亞內戰爆發以來，人數急劇減少。 隨後的內戰和暴力事件使得商業活動不穩定，迫使包括中國人在內的外國人撤離。在2014年估計當地的華人只有340人。
2011年內戰期間，有超過35,000名中國公民撤離。大多數人是當地中資建築公司的工程師和工人。
利比亞在2014年恢復內戰，中國國民在5月和8月再次撤離。新華社2014年8月2日報導，中國駐華使館官員的一則聲明中，現時利比亞全國有340個華人。